# 역도 (신안군)

## 특정도서
역도는 곰솔, 소사나무 등 식생이 양호하고, 풍혈지형, 해식노치가 발달하였으며, 희귀식물인 보춘화, 두루미천남성이 서식하여 독도 등 도서지역의 생태계보전에 관한 특별법에 의거 특정도서로 지정되었다.
- 지정번호 : 제95호
- 면적 : 265,190m2
- 지번 : 전라남도 신안군 압해면 송공리 산232